# Rivière (Pas-de-Calais)
Rivière ist eine französische Gemeinde mit 1.124 Einwohnern (Stand: 1. Januar 2022) im Département Pas-de-Calais in der Region Hauts-de-France. Sie gehört zum Arrondissement Arras und zum Kanton Avesnes-le-Comte (bis 2015: Kanton Beaumetz-lès-Loges). Die Einwohner werden Rivièrois genannt.

## Geographie
Rivière liegt etwa acht Kilometer südwestlich von Arras. Das Gemeindegebiet wird vom Flüsschen Crinchon durchquert. Umgeben wird Rivière von den Nachbargemeinden Beaumetz-lès-Loges im Norden und Nordwesten, Wailly im Norden und Nordosten, Blairville im Osten und Südosten, Ransart im Süden, Berles-au-Bois im Südwesten, Bailleulval im Westen und Südwesten sowie Basseux im Westen.

## Bevölkerungsentwicklung
| Jahr                      | 1962 | 1968 | 1975 | 1982 | 1990 | 1999 | 2006 | 2013 |
| Einwohner                 | 992  | 963  | 963  | 1102 | 1142 | 1122 | 1122 | 1131 |
| Quelle: Cassini und INSEE |      |      |      |      |      |      |      |      |

## Sehenswürdigkeiten
- Kirche Saint-Vaast, seit 1919 Monument historique
- Schloss Grosville aus dem 18. Jahrhundert, seit 1975 Monument historique
- Reste der Burg Brétencourt mit Park

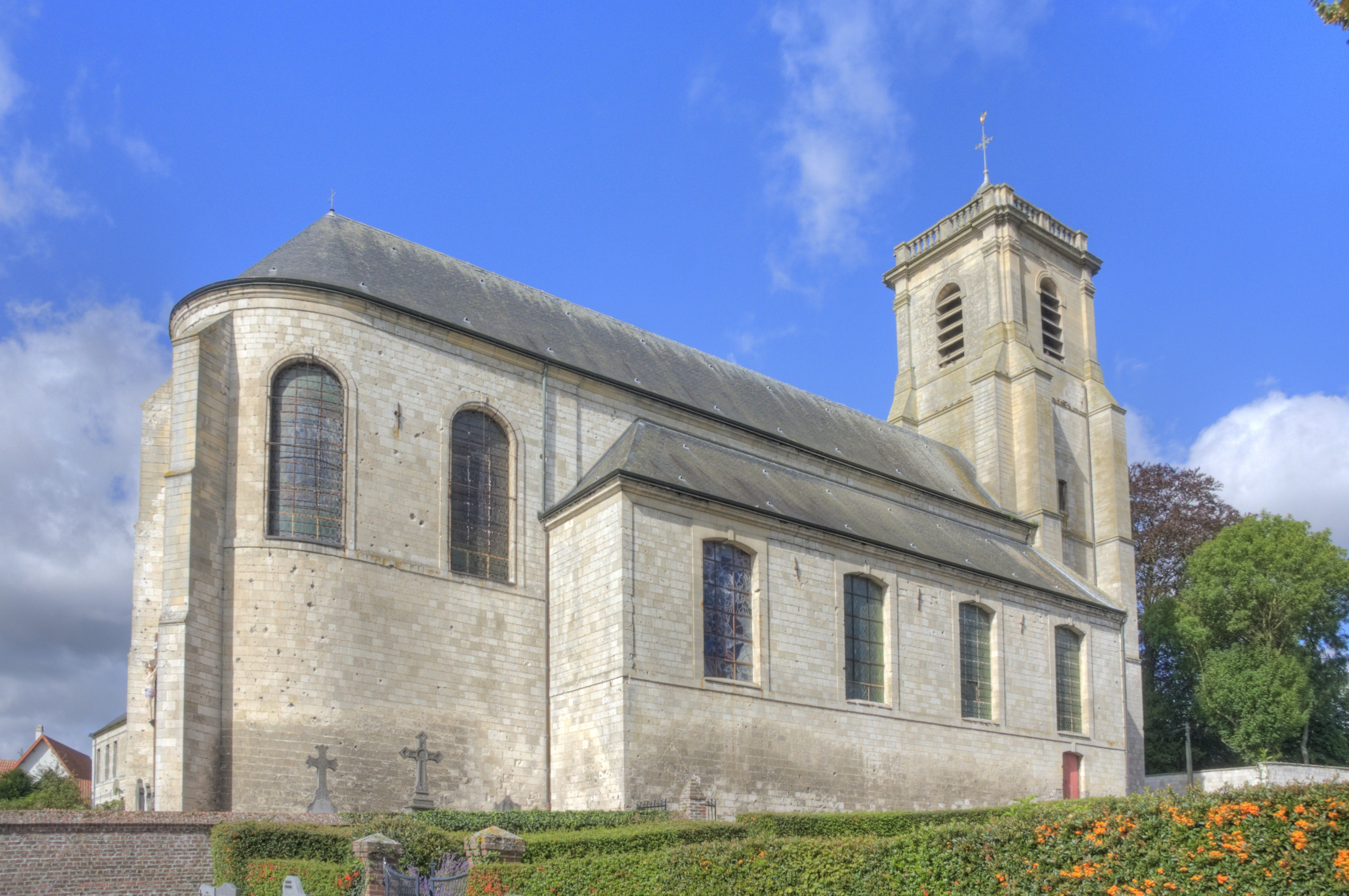
Kirche
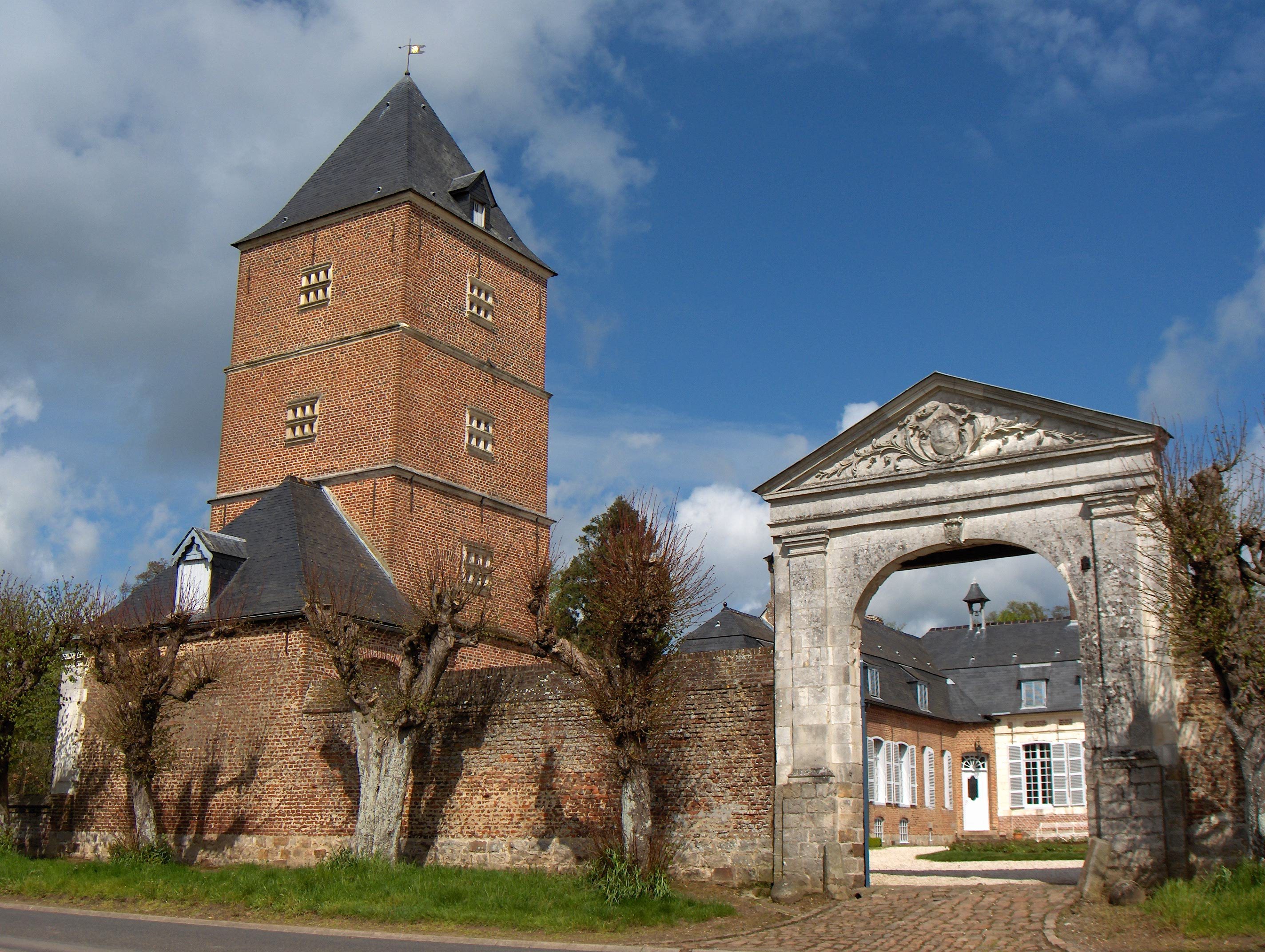
Schloss Grosville